# Endphaseverbrechen
Als Endphaseverbrechen oder Verbrechen der Endphase werden nationalsozialistische Verbrechen bezeichnet, die in den letzten Wochen und Monaten des Zweiten Weltkrieges begangen wurden; meist wird die Endphase dabei als der Zeitraum zwischen Oktober 1944 und Juli 1945 verstanden, bedingt durch das örtlich unterschiedliche Vorrücken der alliierten Truppen auf das Reichsgebiet. Der Begriff wurde im Umfeld der NS-Prozesse in Deutschland und Österreich nach 1945 geprägt. In der Gerichtsurteilssammlung Justiz und NS-Verbrechen werden 410 Urteile zum Tatkomplex „Verbrechen der Endphase“ dargestellt.

## Täter und Opfer
Typische Täter waren Angehörige staatlicher Organe und nationalsozialistischer Organisationen wie Gestapo, SS sowie der Wehrmacht, nach Daniel Blatmans zusammenfassender Studie oft Zivilisten aus HJ, Volkssturm, Wachmänner irgendwelcher Herkunft und auch unorganisierte Bürger. Typische Opfer waren Zivilisten und Soldaten, die der Wehrkraftzersetzung oder der Fahnenflucht beschuldigt wurden, KZ-Häftlinge auf Todesmärschen sowie Zwangsarbeiter und Kriegsgefangene aus anderen Ländern.
Ferdinand Schörner, von Hitler am 30. April 1945 in seinem politischen Testament zum Oberbefehlshaber des Heeres ernannt, wurde als der „blutige Ferdinand“ bekannt; er galt und gilt als „der brutalste von Hitlers Feldmarschällen“. Regelmäßig riss er zurückweichenden Offizieren Orden und Rangabzeichen herunter und verurteilte versprengte Soldaten zum Tode. Viele Soldaten und Volkssturmmänner schickte er auf sogenannte Himmelfahrtskommandos. Im März 1945 wollte Schörner General Hanns von Rohr hinrichten lassen, weil dieser sich weigerte, Soldaten, die vor sowjetischen Panzern geflüchtet waren, zu erschießen. Das OKH milderte das Todesurteil zu Degradierung und Bewährungseinsatz.

## Juristische Aufarbeitung
Durch das Kontrollratsgesetz Nr. 4 vom 20. Oktober 1945 zur Umgestaltung des deutschen Gerichtswesens wurde es deutschen Gerichten ermöglicht, eine Strafverfolgung auch von Verbrechen der NS-Zeit aufzunehmen, aber nur im begrenzten Umfang. Verbrechen gegen Staatsangehörige der Alliierten durften zunächst nicht verfolgt werden, diesen Bereich behielten sich die alliierten Militärbehörden noch selbst vor.
Ihre Hauptprozesse, der Nürnberger Prozess sowie dessen Folgeprozesse, die gegen die hochrangigen Täter geführt wurden, begannen etwa zur selben Zeit. Mit diesem Kontrollratsgesetz war die Zuständigkeit deutscher Gerichte und Staatsanwälte zunächst vorwiegend auf Verbrechen an Deutschen oder Österreichern beschränkt.
Bedingt durch die zeitliche Nähe, die die Beweislage begünstigte, kamen daher in den ersten Jahren viele Verbrechen der letzten Kriegswochen, die sogenannten Endphaseverbrechen, vor Gericht. Angeklagt wurden dabei in der Regel zunächst diejenigen, die die Verbrechen ausgeführt hatten. Verfahren gegen Schreibtischtäter wurden erst in späteren Jahren in größerer Zahl angestrengt.
Viele westdeutsche Gerichte stellten heraus, dass die Endphaseverbrechen in einer „allgemeinen Untergangs- und Endzeitstimmung“, einer „Endkampf- und Massenpsychose“, einer Stimmung des Terrors und des Zusammenbruchs der staatlichen Ordnung stattfanden und werteten dieses als schuldentlastend und strafmildernd. Das Straffreiheitsgesetz von 1954 sah eine teilweise Amnestie vor für Straftaten, die „unter dem Einfluß der außergewöhnlichen Verhältnisse zwischen dem 1. Oktober 1944 und dem 31. Juli 1945 in der Annahme einer Amts-, Dienst- oder Rechtspflicht, insbesondere auf Grund eines Befehls“ begangen worden waren. Verfahren, in denen Freiheitsstrafen unterhalb von drei Jahren zu erwarten waren, wurden eingestellt. Die Strafbefreiung bzw. Verfahrenseinstellung nach § 6 betraf im ersten Jahr 77 Fälle, darunter 44 wegen Totschlags bzw. Totschlags in minderschweren Fällen.
Der Gesetzestext nahm das Motiv „auf Grund eines Befehls“ auf und beflügelte die Kontroverse um den so genannten Befehlsnotstand. Der Historiker Norbert Frei sieht als Folge der Amnestie eine „politische und gesellschaftliche Delegitimation von Strafverfolgungsbemühungen“, die sich in einem „dramatischen Rückgang der neu eingeleiteten Ermittlungsverfahren“ gegen NS-Täter auswirkte.
Eine weitere Erschwerung der Ahndung von NS-Verbrechen trat am 1. Oktober 1968 mit der Änderung des Ordnungswidrigkeiten-Gesetzes in Kraft, auch bekannt als Verjährungsskandal. Wenig später mussten die meisten Strafverfahren gegen NS-Täter in der Bundesrepublik eingestellt werden. Aufgrund einer angeblich übersehenen Nebenwirkung der Gesetzesänderung hatten nun alle NS-Straftaten außer Mord 15 Jahre nach Beginn einer möglichen Strafverfolgung als verjährt zu gelten.

## Beispiele
Beispiele für Kriegsendphasenverbrechen in Deutschland, Österreich, Italien und Kroatien sind (alphabetisch nach Ort):

### Aachen
25. März 1945: Franz Oppenhoff, nach der Einnahme Aachens durch die US-Armee von den Amerikanern als Oberbürgermeister eingesetzt, wurde auf Befehl Heinrich Himmlers vor seinem Haus von einem Kommando (SS-Männer und Luftwaffe) ermordet. Das Kommando hatte mit einem erbeuteten US-Flugzeug die Frontlinie überquert.

### Altötting
In Altötting wurden Adam Wehnert, Josef Bruckmayer, Hans Riehl, Monsignore Adalbert Vogl und Martin Seidel am 28. April 1945 durch ein SS-Kommando standrechtlich erschossen, während Landrat Josef Kehrer und Bürgermeister Karl Lex nach offizieller Darstellung Selbstmord begingen. Sie hatten nach einem Aufruf durch die Freiheitsaktion Bayern versucht, ihre Heimatstadt von der NS-Herrschaft zu befreien, um damit eine Zerstörung durch die heranrückenden US-Truppen zu verhindern.
Am 1. Mai 1945 wurde schließlich auch noch der Elektromonteur Max Storfinger erschossen.

### Amsterdam
Die Hinrichtung deutscher Deserteure am 13. Mai 1945 fand fünf Tage nach der Kapitulation Nazi-Deutschlands und der Wehrmacht im Zweiten Weltkrieg statt, als ein illegales Kriegsgericht, das sich aus gefangenen und entwaffneten deutschen Offizieren zusammensetzte, die unter alliierter Bewachung in Amsterdam, Niederlande, festgehalten wurden, ein Todesurteil gegen zwei ehemalige deutsche Deserteure der Kriegsmarine, Bruno Dorfer und Rainer Beck, verhängte. Der Scheinprozess fand in einem verlassenen Montagewerk der Ford Motor Company außerhalb von Amsterdam statt, das damals ein von der kanadischen Armee betriebenes Kriegsgefangenenlager war.

### Ansbach
Robert Limpert wurde wenige Stunden vor dem Einmarsch der Amerikaner vom Kampfkommandanten am Ansbacher Rathaus erhängt. Er hatte öffentlich und demonstrativ eine Telefonleitung vom (ehemaligen) Gefechtsstand zu einer Wehrmachtseinheit durchschnitten, um seine Heimatstadt vor sinnlosen Kämpfen zu bewahren. Der Kampfkommandant setzte sich unmittelbar nach der Hinrichtung mit dem Fahrrad in Richtung Gunzenhausen ab. Die Stadt Ansbach rang sich erst Jahrzehnte später zu einem würdigen Gedenken durch.

### Apolda
Im April 1945 wurden auf dem Sportplatz Bismarck-Höhe sechs fahnenflüchtige Wehrmachtsdeserteure erschossen. Zum Gedenken an die drei namentlich bekannten jungen Soldaten Gerd Funke, Anton Müller und Gerhard Volk wurden am 18. August 2009 unweit des Tatortes drei Stolpersteine verlegt.

### Aschaffenburg
28. März 1945: Friedel Heymann wurde als angeblicher Fahnenflüchtiger öffentlich hingerichtet.

### Aschendorfer Moor, Emslandlager, Leer/Ostfriesland
Der Gefreite Willi Herold, „der Henker vom Emsland“ genannt, wurde von seiner Einheit getrennt und „beförderte“ sich selbst zum Hauptmann. Mit einer Gruppe von verstreuten Soldaten, die sich ihm angeschlossen hatten, übernahm er am 11. April 1945 unter Vortäuschung entsprechender Befugnisse das Emslandlager Aschendorfermoor. Herold und seine Mittäter töteten insgesamt 172 Lagerinsassen und Zivilisten.

### Bad Schmiedeberg
Am 27. April 1945 wurde der 19-jährige Soldat Jürgen zur Nieden (geb. 26. Januar 1926) in Bad Schmiedeberg in letzter Minute standrechtlich erschossen, weil er sich unerlaubt von der Truppe entfernt hatte, und nahe dem Wasserturm am Waldrand verscharrt.
Sein Leichnam wurde am 3. Februar 1946 umgebettet und feierlich auf der Kriegsgräberanlage des Bad Schmiedeberger Friedhofs in Grab Nr. 19 in Reihe 1 bestattet.

### Berlin
- Prinz-Albrecht-Straße und Invalidenstraße[16]
  - 22./23. April 1945: 15 Häftlinge des Zellengefängnis Lehrter Straße, meist Angehörige des Kreises vom 20. Juli 1944, wurden zu nächtlicher Stunde auf einem Trümmergelände in der Invalidenstraße von einem SS-Kommando unter Führung von Kurt Stawizki durch Genickschuss umgebracht:
    - Albrecht Haushofer (geb. 7. Januar 1903)
    - Max Jennewein (geb. 4. August 1903)
    - Carlos Wilhelm Moll (geb. 16. April 1900)
    - Ernst Munzinger (Offizier) (geb. 6. Juli 1887)
    - Hans Victor von Salviati (geb. 23. August 1897)
    - Sergej Sossimow (geb. unbekannt, sowjetischer Kriegsgefangener)
    - Wilhelm Staehle (geb. 20. November 1877)
    - Klaus Bonhoeffer (geb. 5. Januar 1901)
    - Hans John (Widerstandskämpfer) (geb. 31. August 1911)
    - Herbert Kosney (überlebte den Genickschuss schwer verletzt)
    - Richard Kuenzer (geb. 6. September 1875)
    - Carl Adolf Marks (geb. 14. Februar 1894)
    - Wilhelm zur Nieden (geb. 29. August 1878)
    - Friedrich Justus Perels (geb. 13. November 1910)
    - Rüdiger Schleicher (geb. 14. Januar 1895)
    - Hans Ludwig Sierks (geb. 24. Juli 1877)

  - 23./24. April 1945: Auf dieselbe Weise endeten
    - Karl Ludwig Freiherr von und zu Guttenberg
    - Albrecht Graf von Bernstorff
    - Ernst Schneppenhorst
    - Ruprecht Gehring
    - Eugen Ense
    - Hans Koch
    - Joseph Wagner.

  - 24. April 1945: Ein unbekannter deutscher Soldat wurde von Nationalsozialisten an einem damals vor dem Haus Albrechtstraße 2 befindlichen Straßenbahnmast erhängt. Seine Identität konnte nie geklärt werden. Der tote Körper hing tagelang zur „Abschreckung“ an diesem Mast.[17]
  - 28. April 1945: 35 Häftlinge aus dem Gefängnis der Gestapo in der Prinz-Albrecht-Straße wurden in einer Ruine an der Puttkamerstraße von der SS ermordet.
  - 1. Mai 1945: Am Kreuzberger Teil des Landwehrkanals kam es immer noch zu Kämpfen. Vor dem Haus Tempelhofer Ufer 34, wo sich heute eine Tankstelle befindet, half Karl Schippa verwundeten sowjetischen Soldaten. Dabei fiel er einer versprengten Gruppe von SS-Männern in die Hände und wurde – nur wenige Stunden vor der Kapitulation Berlins – an Ort und Stelle erschossen.[18]

### Blankenhain
Bei der Annäherung US-amerikanischer Truppen an den Ort am 8. April 1945 versuchte Bürgermeister Konrad Fuß eine weiße Fahne zu hissen, wobei er erschossen wurde.

### Bochum
Am 29. März 1945 gab der damalige Gefängnisdirektor des Zuchthauses Bochum die Anweisung, das Zuchthaus zu evakuieren, so dass die Gefangenen, darunter viele politische Gefangene, nach Celle marschieren mussten. Der Priester Josef Reuland war so geschwächt, dass er nicht mehr laufen konnte. Ihm wurde deswegen von dem Gefängniswärter Hans Brodowski ins Genick geschossen und er konnte nur dank der Hilfe einiger Deutscher gerettet werden. Hans Brodowski wurde 1949 zu sechs Jahren wegen versuchten Mordes verurteilt, alle anderen Gefängnismitarbeiter blieben ohne Verurteilung.

### Bozen
Sich zurückziehende deutsche Einheiten der Heeresgruppe C töteten am 3. Mai 1945 im Industriegebiet Bozen sowie im Stadtgebiet 36 Partisanen und Zivilisten. Auch fünf deutsche Soldaten kamen dabei ums Leben.

### Bremen
- Frühjahr 1945: 15 Deportierte aus dem Dorf Meensel-Kiezegem/Belgien kommen im KZ Neuengamme/Nebenlager Bremen-Blumenthal ums Leben. Am 1. August und 11. August 1944 wurde das Dorf von SS und belgischen Faschisten überfallen, viele Dorfbewohner wurden deportiert, darunter 22 nach Blumenthal zur Zwangsarbeit im Stahlwerk. 61 Einwohner wurden ins KZ Neuengamme deportiert. 15 von ihnen starben als Zwangsarbeiter in der Werft AG Weser.
- In Bremen gab es schon im März 1944 Evakuierungslisten der SS, nach denen alle Zwangsarbeiter (nicht nur der KZ-Außenlager) in größere Sammelpunkte getrieben werden sollten, um von dort beim Anrücken der Alliierten in Marsch gesetzt zu werden. Kein Gefangener sollte lebend in die Hände der Alliierten fallen.
  - Im ersten Quartal 1945 kamen einem Arztbericht vom März 1945 zufolge in den sieben Bremer Neuengamme-Außenkommandos 515 KZ-Häftlinge ums Leben (sind verhungert, an Entkräftung verstorben, erfroren, wurden erschlagen), 249 alleine im KZ-Außenlager Schützenhof namentlich belegt, 55 im Kommando Blumenthal, 203 im KZ Farge, 68 Tote im Lager Rießpott/Osterort.
  - Bei einem Transport von 100 KZ-Häftlingen am 11. Januar 1945 aus diesem Außenlager kamen drei Häftlinge lebend in Neuengamme an. Der Todesmarsch von 2500 bis 3000 Häftlingen begann am 9. April 1945 in Farge und führte über Neuengamme an die Lübecker Bucht, wo die Überlebenden zusammen mit anderen Opfern der „Evakuierungsmärsche“ auf die Cap Arcona, Thielbek und Athen verladen wurden. Die Schiffe wurden durch britische Bomben versenkt, die Insassen kamen zumeist ums Leben. Ein Teil der Transportunfähigen wurde im Kriegsgefangenenlager Sandbostel mit Flecktyphus und Ruhr zurückgelassen. Alleine in Brillit (Kreis Rotenburg) wurden über 300 Tote begraben.

### Brettheim und Reubach
Drei Bürger des Dorfes Brettheim bei Rot am See wurden von SS und Wehrmacht unmittelbar vor Kriegsende erhängt. Sie hatten HJ-Mitgliedern, die weiterkämpfen wollten, die Waffen abgenommen.

### Burgstall
Mehrere Hundert Häftlinge aus dem KZ Mittelbau-Dora wurden im April 1945 in einem Räumungstransport per Bahn nach Letzlingen verschleppt und von dort in Gruppen zu Fuß weiter auf Todesmärsche in verschiedene Richtungen getrieben, u. a. durch die Colbitz-Letzlinger Heide in Richtung Burgstall.
Bei Dolle wurden 67 KZ-Häftlinge ermordet und entlang der Wegstrecken in anonymen Massengräbern verscharrt. Erst 1949 erfolgte deren Exhumierung und würdige Beisetzung in einer Sammelgrabstätte.

### Celle
8. April 1945: Während der Bombardierung des Celler Güterbahnhofs befand sich dort auch ein KZ-Häftlingstransport. Die flüchtenden Überlebenden wurden verfolgt und von SS-Leuten erschossen, dabei beteiligten sich auch Polizei und Zivilpersonen an diesem Massaker von Celle. Augenzeugen verglichen die Angriffe auf die flüchtenden Häftlinge mit einer „Hasenjagd“. Ihm fielen am 8. April 1945 bei Celle mindestens 170 KZ-Häftlinge zum Opfer.

### Chemnitz
27. März 1945: Chemnitzer Gestapoleute erschossen im Wald bei Neukirchen sieben aus der Haft geflohene Antifaschisten.

### Deutsch Schützen
29. März 1945: Zumindest 57 ungarische Juden, die davor als Zwangsarbeiter beim Bau des Südostwalls eingesetzt waren, wurden von drei versprengten Soldaten der Waffen-SS ermordet.

### Dortmund
- 9. Februar 1945: Eine Verhaftungswelle begann; vom 7. März 1945 bis zum 12. April 1945 fanden Exekutionen im Rombergpark und in der Bittermark statt.
- 16. März 1945: Das Arbeitserziehungslager auf dem Gelände des Hörder Bergwerks- und Hütten-Vereins (oder der Union, AG für Bergbau, Eisen- und Stahl-Industrie) wurde aufgelöst. Die Gefangenen wurden nach Bergen-Belsen gebracht, einige wurden in der Bittermark erschossen.[25]
- 12. April 1945: Letzte Exekution in Dortmund am Eisenbahngelände beim evangelischen Friedhof Hörde. Bis Kriegsende starben tausende Kriegsgefangene im Stalag VI D, Westfalenhalle. Sie wurden schutzlos den Luftangriffen ausgesetzt. An diese Verbrechen erinnert das Mahnmal Bittermark.

### Düsseldorf
- Am 15. April 1945 wurde auf dem Oberbilker Markt der 72-jährige Jude Moritz Sommer von einer Heeresstreife aufgehängt.[26]
- 16. April 1945: Versuch einiger Düsseldorfer Bürger, darunter der stellvertretende Polizeipräsident Franz Jürgens, die lokalen nationalsozialistischen Autoritäten festzusetzen, um Düsseldorf kampflos den amerikanischen Truppen zu übergeben. Fünf Bürger wurden nach Urteil eines Standgerichts und auf Befehl des Gauleiters Friedrich Karl Florian erschossen. Das Urteil des Standgerichts wurde 1952 vom Bundesgerichtshof bestätigt und erst 1999 infolge des Gesetzes zur Aufhebung nationalsozialistischer Unrechtsurteile aufgehoben.

### Essen
- 21. Februar 1945: Die Jüdinnen Klara Adolph und Julie Risse aus Essen wurden verhaftet und am 6. April 1945 im Dortmunder Rombergpark (Mahnmal Bittermark) erschossen.
- Montagsloch, 12. März 1945: 35 sowjetische Zwangsarbeiter und möglicherweise noch weitere Personen wurden von der Essener Gestapo ermordet und vergraben.

### Flensburg
Rund um Flensburg sollen in den letzten Kriegstagen auf Grund von wehrmachtgerichtlichen Urteilen mindestens 150 Soldaten hingerichtet worden sein. Bekanntheit erlangten insbesondere die folgenden Fälle:
Kurz vor Ende des Zweiten Weltkrieges, am 5. Mai 1945 wurden drei Matrosen, Karl-Heinz Freudenthal, Günther Kaellander und Willi Albrecht, die auf der Z 5 Paul Jacobi dienten und am 3. Mai durch Sabotage das Auslaufen des Schiffes verhindern wollten, auf dem Schießplatz Twedter Feld hingerichtet.
Am 6. Mai 1945, wurde Asmus Jepsen als Fahnenflüchtiger ebenfalls auf dem Schießplatz Twedter Feld hingerichtet (vgl. Sonderbereich Mürwik sowie Regierung Dönitz).
Der Marineoffizier Rudolf Petersen war am 9. Mai 1945 Gerichtsherr über den Fahnenflucht-Prozess eines Militärgerichts gegen vier junge Soldaten, und zwar gegen den 26-jährigen Matrosen Fritz Wehrmann aus Leipzig, den 20-jährigen Funker Alfred Gail aus Kassel, den 22-jährigen Obergefreiten Martin Schilling aus Ostfriesland sowie einen vierten Soldaten. Die namentlich genannten drei Soldaten wurden zum Tode verurteilt und am 10. Mai 1945 auf dem Schnellbootbegleitschiff Buea erschossen; Milderungsgründe erkannte das Gericht allein bei dem Soldaten Kurt Schwalenberg, der zu drei Jahren Zuchthaus verurteilt wurde.
Die Hinrichtung der drei Soldaten erfolgte zwei Tage nach der deutschen Gesamtkapitulation. Dies geschah, obwohl Petersen einerseits bereits am 8. Mai die Seekriegsflagge auf den ihm unterstellten Schiffen einholen ließ und andererseits als Gerichtsherr beim Prozess von seinem Begnadigungsrecht hätte Gebrauch machen können. Die vier jungen Soldaten hatten im Vertrauen auf die Teilkapitulation vom 4. Mai 1945 versucht, am 6. Mai von ihrer Unterkunft in Svendborg auf der Insel Fünen zum deutschen Festland zu gelangen. Dabei waren sie von einem dänischen Hilfspolizisten aufgegriffen und an den Ortskommandanten der deutschen Truppe überstellt worden. Petersen wurde im Februar 1953 freigesprochen.
Der letzte unmittelbar beim Sonderbereich Mürwik hingerichtete Marinesoldat war wohl Johann Christian Süß. Das Oberkommando der Kriegsmarine in Meierwik (im Sonderbereich Mürwik) bestätigte aber noch bis zum 15. Mai 1945 Todesurteile im norddeutschen Raum und Norwegen, mit der anschließenden Forderung, sie zu vollstrecken. Erst am besagten Tag gab das Oberkommando bekannt, dass Todesurteile, Körperstrafen sowie jeglicher deutscher Waffeneinsatz, auf Grund einer Verfügung der britischen Besatzungsmacht, verboten seien. Danach glaubten einzelne Wehrmachtsangehörige im Angelner Hinterland aber noch, dass sie mittels Erschießungen die „Marinezucht“ weiterhin aufrechterhalten müssten. Vom 22. Mai ist noch die Erschießung von Hugo Standte durch Marineangehörige bei Grundhof bekannt. Die formelle Auflösung der Marinekriegsgerichte in Schleswig-Holstein erfolgte schließlich am 31. Mai 1945.

### Frankfurt am Main
- 24. März 1945: Todesmarsch von etwa 400 Häftlingen des KZ Adlerwerke, eines Außenlagers des KZ Natzweiler, nach Buchenwald. Der Zug ging über Hanau, Gelnhausen, Schlüchtern, Neuhof, Eichenzell, Fulda nach Hünfeld. Mit dem Zug wurden sie von Hünfeld nach Buchenwald transportiert. Am 30. März 1945 trafen dort 280 Häftlinge ein. Nach einem weiteren Marsch nach Dachau kamen dort nicht einmal 40 Häftlinge aus den Adlerwerken lebend an und wurden später befreit.
- 26. März 1945: 82 Frauen aus dem Gefängnis Frankfurt am Main wurden nach Hirzenhain transportiert und dort von der SS erschossen.

### Freistadt
- Am 24. April 1945 wurden die so genannten Sozialistenmorde in Freistadt (Oberösterreich) verübt. Vier Freistädter und ein polnischer Landarbeiter wurden am 24. April vom Volkssturm unter Geheimhaltung festgenommen und noch in der Nacht zum 25. April an der Jaunitzbrücke im Süden der Stadt ermordet.
- Im Oktober 1944 wurden einige Freistädter der Widerstandsgruppe Neues freies Österreich verhaftet und insgesamt wurden 16 Personen verurteilt, davon 8 zum Tode. Am 1. Mai 1945 wurden sieben Freistädter und ein Linzer in Treffling von einem Volkssturm-Kommando erschossen.

### Gardelegen

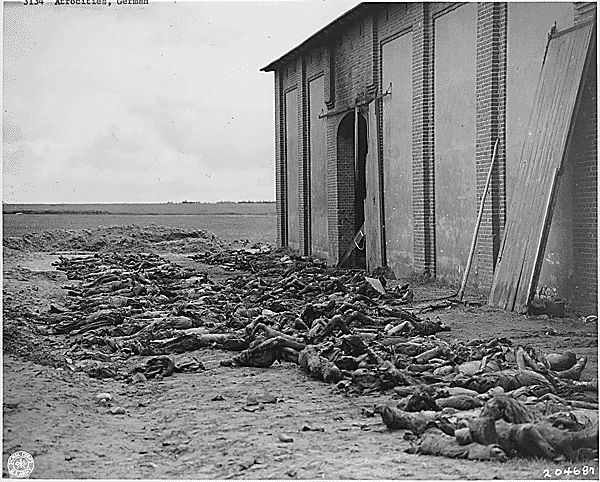
Tote vor der Isenschnibber Feldscheune

April 1945: Massaker in der Isenschnibber Feldscheune bei Gardelegen (Sachsen-Anhalt) an 1016 KZ-Häftlingen, davon mindestens 63 Juden. Etwa 24 Stunden vor der Befreiung durch die US Army pferchten SS-Wachmannschaften, Angehörige der Wehrmacht, des Reichsarbeitsdienstes, des Volkssturms und anderer NS-Organisationen die Häftlinge am Ende eines Todesmarsches aus den Konzentrationslagern Mittelbau-Dora und Hannover-Stöcken in eine steinerne Scheune. Dann steckten die Tätergruppen das Gebäude in Brand, nachdem die Gefangenen in der Scheune das Feuer anfangs noch austreten konnten. Auf Flüchtende wurde mit Maschinengewehren geschossen. Zusätzlich warfen die Täter Handgranaten in die Scheune.

### Göstling an der Ybbs
Beim Massaker von Göstling in der Nacht vom 12. auf den 13. April 1945 wurden in Göstling 76 jüdische Zwangsarbeiter (42 Frauen, 23 Männer und 11 Kinder) ermordet. Mitglieder der Waffen-SS und HJ steckten die Lagerbaracke der Opfer mittels Panzerfäusten und Handgranaten in Brand.

### Götting
Am 28. April 1945 ermordeten SS-Leute den Pfarrer Josef Grimm und den Lehrer Georg Hangl aus Götting zur Niederschlagung der Freiheitsaktion Bayern.

### Hagen
12. April 1945: Die Gestapo erschoss in der Donnerkuhle bei Hagen acht deutsche und vier sowjetische Gefangene aus Hagener Gefängnissen. Unter den deutschen Häftlingen befanden sich zwei „fahnenflüchtige“ Wehrmachtsangehörige, ferner Bürger aus Altena, Düsseldorf, Wermelskirchen und Wuppertal.

### Hagen-Rummenohl
Sterbeckerhammer, 5. April 1945: 118 Zwangsarbeiter des Stalag VI A in Hemer aus Montenegro/Jugoslawien wurden auf Befehl des Gauleiters Albert Hoffmann „abgeführt“. Ziel (so die Akten im Lüdenscheider Stadtarchiv) „unbekannt“. Später gehörten 107 Jugoslawen, die erst kurz zuvor angekommen waren, zu den Mitte April 1945 von den US-Truppen befreiten rund 23.000 Kriegsgefangenen. Wenn es sich um die Häftlinge von Sterbeckerhammer handelte, so ist von mindestens elf auf Befehl Hoffmanns Ermordeten auszugehen. Die von einem Journalisten und damaligen VVN-Funktionär im Stadtarchiv recherchierten Quellen wurden hinsichtlich ihrer Ansprache als Endphasenverbrechen von Fachhistorikern angezweifelt.

### Hamburg
- Bullenhuser Damm, Rothenburgsort: Am 20. April 1945 töteten SS-Männer in der Schule Bullenhuser Damm 20 jüdische Kinder, die von NS-Ärzten zu grausamen Tuberkulose-Versuchen missbraucht worden waren.
- 21./23. April 1945: Bei einem Verbrechen der Endphase im KZ Neuengamme wurden 13 Frauen und 58 Männer aus dem Polizeigefängnis Fuhlsbüttel in das KZ Neuengamme gebracht und von der SS auf Befehl der Gestapo ermordet. Es waren vornehmlich Menschen aus dem Widerstand, die in sogenannter Schutzhaft saßen und gegen die keine Anklage erhoben worden war. Unter ihnen waren die Angehörigen der Weißen Rose Margarete Mrosek und Kurt Ledien, elf Mitglieder der Bästlein-Jacob-Abshagen-Gruppe, die Schauspielerin Hanne Mertens, sechs Mitglieder der Widerstandsgruppe Kampf dem Faschismus, darunter Rudolf, Annemarie und Carl-Rudolf Ladewig, sowie zwei Mitglieder der tschechischen Gruppe Svornost.

### Hannover
Am 6. April 1945 befanden sich etwa 850 Häftlinge im KZ-Außenlager Hannover-Ahlem. Die SS trieb 600 Häftlinge in einem Todesmarsch in das KZ Bergen-Belsen. Rund 250 nicht marschfähige Häftlinge blieben zurück. Auf dem Marsch wurden mehrere Häftlinge erschossen. Am 8. April erreichten die überlebenden Häftlinge Bergen-Belsen.
Ebenfalls am 6. April 1945 trafen in Fuhrberg drei „Todesmärsche“ aus KZ-Außenstellen Hannovers ein. Die entkräfteten Gefangenen verbrachten die Nacht in Fuhrberg in mehreren Scheunen und wurden am nächsten Tag zum Konzentrationslager Bergen-Belsen weitergetrieben.
Angehörige der Gestapo-Dienststelle in der früheren Israelitischen Gartenbauschule Ahlem trieben vorwiegend sowjetische Kriegsgefangene und Zwangsarbeiter auf den Seelhorster Friedhof in Hannover und töteten 154 Menschen. Am 10. April 1945 erreichten amerikanische Truppen Ahlem und befreiten die verbliebenen Häftlinge. Am 2. Mai 1945 wurden „belastete Nazis“ von der US-Armee gezwungen, das Massengrab in Seelhorst auszuheben: 526 Leichen wurden entdeckt. 386 wurden in einem Trauerzug zum Maschsee gefahren und am Nordufer bestattet.

### Heiligenbrunn
Beim Bau des Südostwalls wurden nicht arbeitsfähige ungarisch-jüdischer Zwangsarbeiter aus dem Lager im Meierhof Heiligenbrunn ermordet. Ende März kam es zu einem Massaker an 32 Personen, als der Meierhof beim Rückzug vor der nahenden Roten Armee in Brand gesteckt wurde. Die Zwangsarbeiter waren zuvor mit einer brennbaren Flüssigkeit übergossen und in ein Wirtschaftsgebäude gesperrt worden.
In den Wochen zuvor waren bei mehreren Erschießungen bereits 38 bis 46 Personen ermordet worden. 1948 wurden einige der Täter vom Volksgerichtshof Graz zu langjährigen Haftstrafen verurteilt.

### Hemer
10./11. April 1945: Acht Gefangene wurden in Hemer von der Dortmunder Gestapo, die sich nach Hemer abgesetzt hatte, erschossen.

### Herne
Ende März 1945: Verbringung von Gefangenen nach Dortmund. Dort erfolgte vermutlich ihre Exekution im Rombergpark.

### Herten
29. März 1945: Acht sowjetische Zwangsarbeiter und Kriegsgefangene wurden im Hertener Wald von der SS erschossen und in einem Bombentrichter verscharrt. Gauleiter Albert Hoffmann soll dafür verantwortlich sein.

### Hessentaler Todesmarsch
5. April 1945: Evakuierungsmarsch (Hessentaler Todesmarsch) von Häftlingen der Konzentrationslager Hessental und Kochendorf.

### Hildesheim
Am 26. und 27. März 1945 wurden ca. 30 bis 50 ausländische Zwangsarbeiter auf dem Hildesheimer Marktplatz erhängt, darunter zum größten Teil italienische Zwangsarbeiter. Weiterhin wurden zwischen dem 4. und 6. April 1945, kurz vor der Befreiung der Stadt durch die US-Armee am 7. April 1945, alle Gefangenen des Polizei-Ersatzgefängnisses auf dem Nordfriedhof durch die Hildesheimer Gestapo hingerichtet. Insgesamt wurden in Hildesheim in den letzten Kriegstagen 209 Menschen ermordet.

### Hirzenhain
23. März 1945: 49 Frauen wurden aus dem Arbeitserziehungslager Frankfurt-Heddernheim zur Außenstelle nach Hirzenhain transportiert. Während des Transports flohen fünf Frauen. Die verbliebenen 44 wurden mit 37 weiteren Frauen und sechs Häftlingen aus dem Lager am 26. März 1945 durch die SS erschossen.

### Hofamt Priel
Im Ort Hofamt Priel nahe Persenbeug im damaligen Reichsgau Niederdonau, heute Niederösterreich wurden in der Nacht vom 2. auf 3. Mai 228 ungarisch-jüdische Zwangsarbeiter mitsamt ihren Familien von einem unbekannten Kommando der SS ermordet. Die Täter wurden nie zur Verantwortung gezogen.
Nach einem Streit um das Grundstück zwischen den Eigentümern des Ackers (unter dem die Leichen in einem Massengrab lagen) und den Behörden wurden die Gebeine der Opfer 1964 exhumiert und am jüdischen Friedhof in St. Pölten begraben.

### Ingelheim
18. März 1945: Der örtliche Kommandant des Volkssturmes („Kampfkommandant“), der Hauptmann und Weingutsbesitzer Hermann Berndes, wird auf Befehl des Kommandanten des Brückenkopfes Mainz wegen Verrats hingerichtet. Er hatte am 17. März vor Ankunft der Amerikaner die Einwohnerschaft zu Besonnenheit und zur Abgabe von Waffen aufgerufen.

### Iserlohn
Mitte Februar 1945: Verhaftungen französischer Zwangsarbeiter in Iserlohn, Exekution im Rombergpark/Bittermark.

### Jasenovac
22. April 1945: Während eines Ausbruchsversuchs aus dem KZ Jasenovac südöstlich von Zagreb wurden 520 Menschen getötet. Die übrigen der ca. 1050 Gefangengehaltenen wurden ermordet, kurz bevor Partisanen das Lager am 5. Mai befreien und auflösen konnten.

### Jennersdorf
In Jennersdorf im Burgenland kam es im Frühjahr 1945 im Zuge des Baus des Südostwalls zu mehreren Massakern an ungarisch-jüdischen Zwangsarbeitern. Begangen wurden diese Verbrechen von Angehörigen der 23. Waffen-Gebirgs-Division der SS „Kama“ (kroatische Nr. 2) und der 5. SS-Panzer-Division „Wiking“.

### Kassel
29. März 1945: Es wurden 28 Gefangene des Arbeitserziehungslagers Breitenau durch Gestapomitarbeiter und SS-Angehörige beim Fuldaberg getötet.
30. März 1945 (Karfreitag): Es wurden zwölf Gefangene des Zuchthauses Kassel-Wehlheiden, unter ihnen ein Wehrmachtsdeserteur, von der Gestapo liquidiert.
31. März 1945: Gestapo und Polizei ermordeten 78 italienische Zwangsarbeiter sowie einen russischen Zwangsarbeiter, die sich am Bahnhof Wilhelmshöhe mit Lebensmitteln aus einem bombardierten Güterzug versorgt hatten. Alle drei Taten wurden von Franz Marmon angeordnet.

### Köln
30. Januar 1945: An diesem Tag berichtet die Gestapo aus Köln, sie habe 500 Personen, darunter 220 Deutsche, verhaftet. Von Januar bis März 1945 wurden in Köln 1800 in- und ausländische Widerstandskämpfer ermordet.

### Koselitz
17. April 1945: Ungefähr 180 Zwangsarbeiter aus dem KZ Flossenbürg, welche im Außenlager Gröditz eingesetzt waren, wurden nahe der sächsischen Gemeinde Koselitz zusammengeschossen und verscharrt.

### Krems an der Donau
6. April 1945, Massaker in der Strafanstalt Stein: Der Leiter der Strafanstalt Stein an der Donau, Franz Kodré, Onkel des Ritterkreuzträgers Heinrich Kodré, verfügt die Freilassung der Gefangenen. Waffen-SS, Wehrmacht, Polizei und Volkssturm erschossen unter dem Vorwand, eine Revolte niederzuschlagen, in der Anstalt selbst 229 Menschen. Rund um Krems beginnt eine regelrechte Jagd auf entkommene Häftlinge, die als Kremser Hasenjagd bezeichnet wird. Allein in Hadersdorf wurden am 7. April 61 Häftlinge von der Waffen-SS ermordet.

### Krottendorf (Gemeinde Neuhaus am Klausenbach)
Am 23. März 1945 wurden im burgenländischen Krottendorf bei Neuhaus (Gemeinde Neuhaus am Klausenbach) 83 kranke ungarisch-jüdische Zwangsarbeiter, die beim Bau des Südostwalls eingesetzt waren, von Angehörigen einer unbekannten Einheit der Waffen-SS erschossen.

### Langenfeld (Rheinland)
Am 13. April 1945 wurden in einer Schlucht des Wenzelnbergs bei Langenfeld (Rheinland) 68 namentlich bekannte sowie drei unbekannte Männer von Nationalsozialisten ohne Prozess hingerichtet. Dabei handelte es sich um ausländische Arbeiter und ehemalige deutsche Kommunisten, die „sich veranlasst sehen könnten, sich umstürzlerisch zu betätigen“.

### Leipzig
- 12. April 1945: 53 deutsche und ausländische Häftlinge aus zwei Leipziger Gefängnissen wurden auf dem Exerzierplatz in Leipzig-Lindenthal ermordet.
- 13. April 1945: 32 deutsche, französische, österreichische und tschechoslowakische Polizeihäftlinge wurden in einer Leipziger Wehrmachtskaserne ermordet.
- 18. April 1945: Mindestens 80 Häftlinge des KZ-Außenlagers Leipzig-Thekla wurden beim Massaker von Abtnaundorf erschossen oder bei lebendigem Leib verbrannt.

### Lippstadt
- 17. Dezember 1944: Verhaftungen in Lippstadt; drei Tage später Verbringung der Gefangenen nach Herne, von dort Ende März 1945 nach Dortmund zur Exekution im Rombergpark/Bittermark.

### Lüdenscheid
- 4. Februar 1945: Exekution von mindestens 14 sowjetischen Gestapo-Häftlingen im Arbeitserziehungslager Hunswinkel bei Lüdenscheid. Die Lüdenscheider Bürger Paul Anton Weber und Alex Usseler wurden nach Dortmund gebracht und dort im März/April 1945 ermordet.
- 9. April 1945: Exekution der drei deutschen Soldaten Alex Kamp, Fritz Gass, Heini Wiegmann, denen Fahnenflucht vorgeworfen wurde, in Lüdenscheid. Ihre Leichen wurden zur „Abschreckung“ öffentlich zur Schau gestellt. Noch eine halbe Stunde vor Einmarsch der US-Truppen tötete ein Zahlmeister der Wehrmacht den als Gegner des NS-Regimes bekannten Friseur Hermann Massalsky, weil er Soldaten zur Desertion aufgefordert hatte.

### Lüneburg

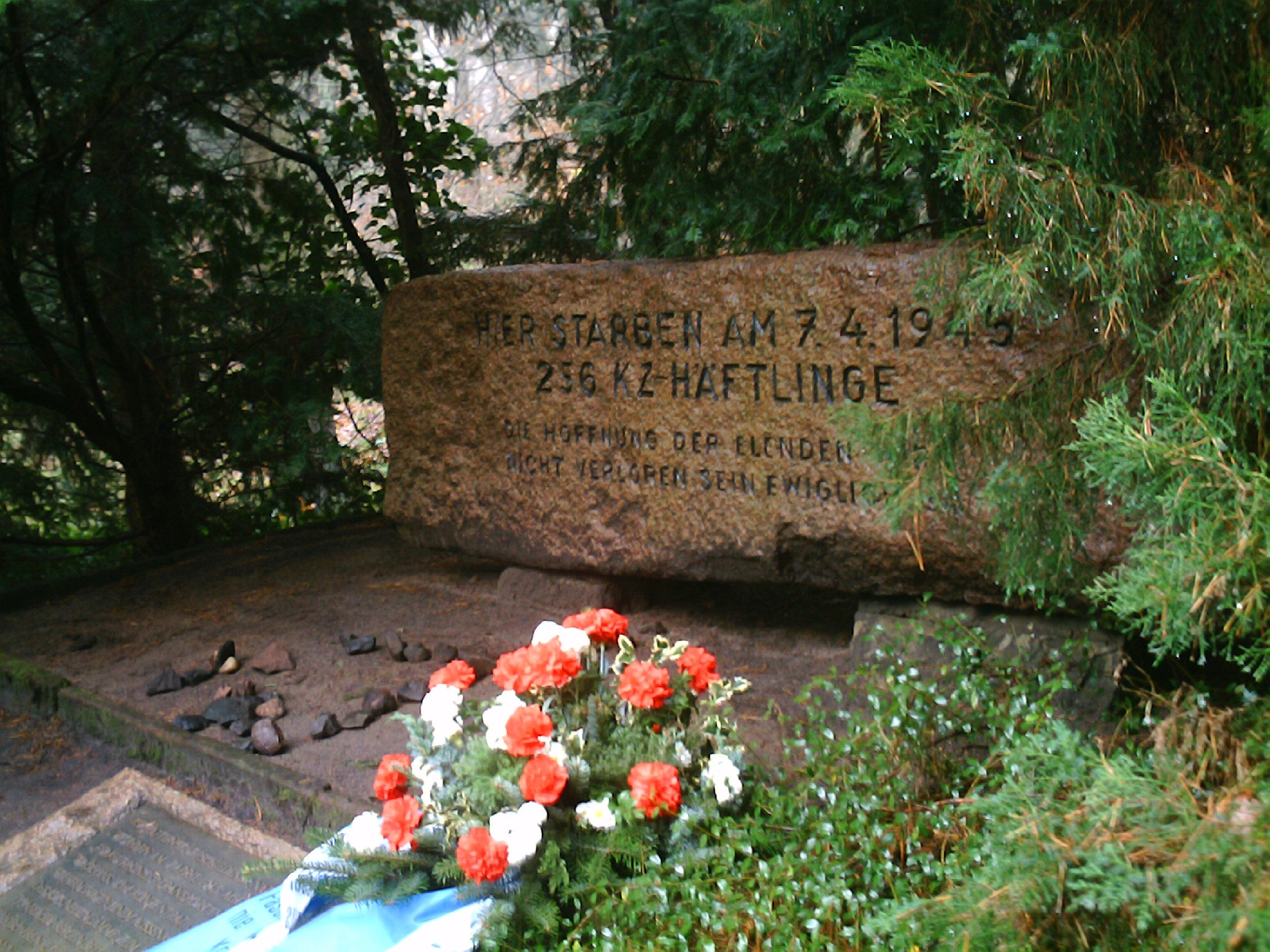
Mahnmal im Tiergarten in Lüneburg

In den Tagen vom 7. bis 11. April 1945 kamen 256 KZ-Häftlinge in Lüneburg ums Leben. Sie kamen aus einem KZ-Außenlager in Wilhelmshaven und waren auf dem Weg nach Neuengamme. Die Häftlinge waren größtenteils Widerstandskämpfer der französischen Résistance.
Ein Teil der Häftlinge starb am 7. April 1945 bei einem Bombenangriff auf den Lüneburger Bahnhof zusammengepfercht in Viehwaggons oder wurde in den Tagen danach durch Marinesoldaten und einen SS-Mann erschossen. Allein am 11. April 1945 fielen 60 bis 80 Männer einer Hinrichtung zum Opfer. Geflohene Häftlinge wurden von Polizei und einigen Lüneburger Bürgern gejagt und wieder gefasst und so einige Tage vor Kriegsende noch ermordet. Die Toten wurden später in einem Waldstück bestattet, wo das Mahnmal im Tiergarten die Toten ehrt und die Geschichte dieses Verbrechens wachhält.

### Meinerzhagen
29. März 1945 (Gründonnerstag): Verhaftungen in Meinerzhagen; die Opfer (acht Mitglieder der Meinerzhagener antifaschistischen Widerstandsgruppe, Arbeiter bei der Fa. Otto Fuchs des Wehrwirtschaftsführers Hans Joachim Fuchs) wurden später in Dortmund ermordet.

### Meran
30. April 1945: Einheiten von Wehrmacht und SS töteten acht Zivilisten und verwundeten zahlreiche Personen, die das nahende Kriegsende mit einem Umzug begrüßen wollten.

### Mühlviertler Hasenjagd
1./2. Februar 1945: Ungefähr 500 Häftlinge unternahmen einen Fluchtversuch aus dem Todesblock 20 des KZs Mauthausen. Nur 150 von ihnen gelang vorerst die Flucht. Alle, die nicht in die Wälder entkommen konnten, und 75 im Block zurückgebliebene Kranke wurden in derselben Nacht noch exekutiert. Der Großteil der Flüchtigen wurde aufgegriffen und meist an Ort und Stelle erschossen oder erschlagen. Nur elf Geflohene überlebten.

### München
29. April 1945: Im Zusammenhang mit der Niederschlagung der Freiheitsaktion Bayern wurden etwa 150 Todesurteile durch Gauleiter Paul Giesler verhängt und teilweise im Perlacher Forst vollstreckt. In einem Nachkriegsprozess wurde festgestellt, „dass das sogenannte Standgericht Hübner-Giesler kein ordnungsgemässes Gericht war und seine Urteile als Nichturteile reine Willkürakte und in Wirklichkeit Ermordungsbefehle darstellen.“

### Nammering

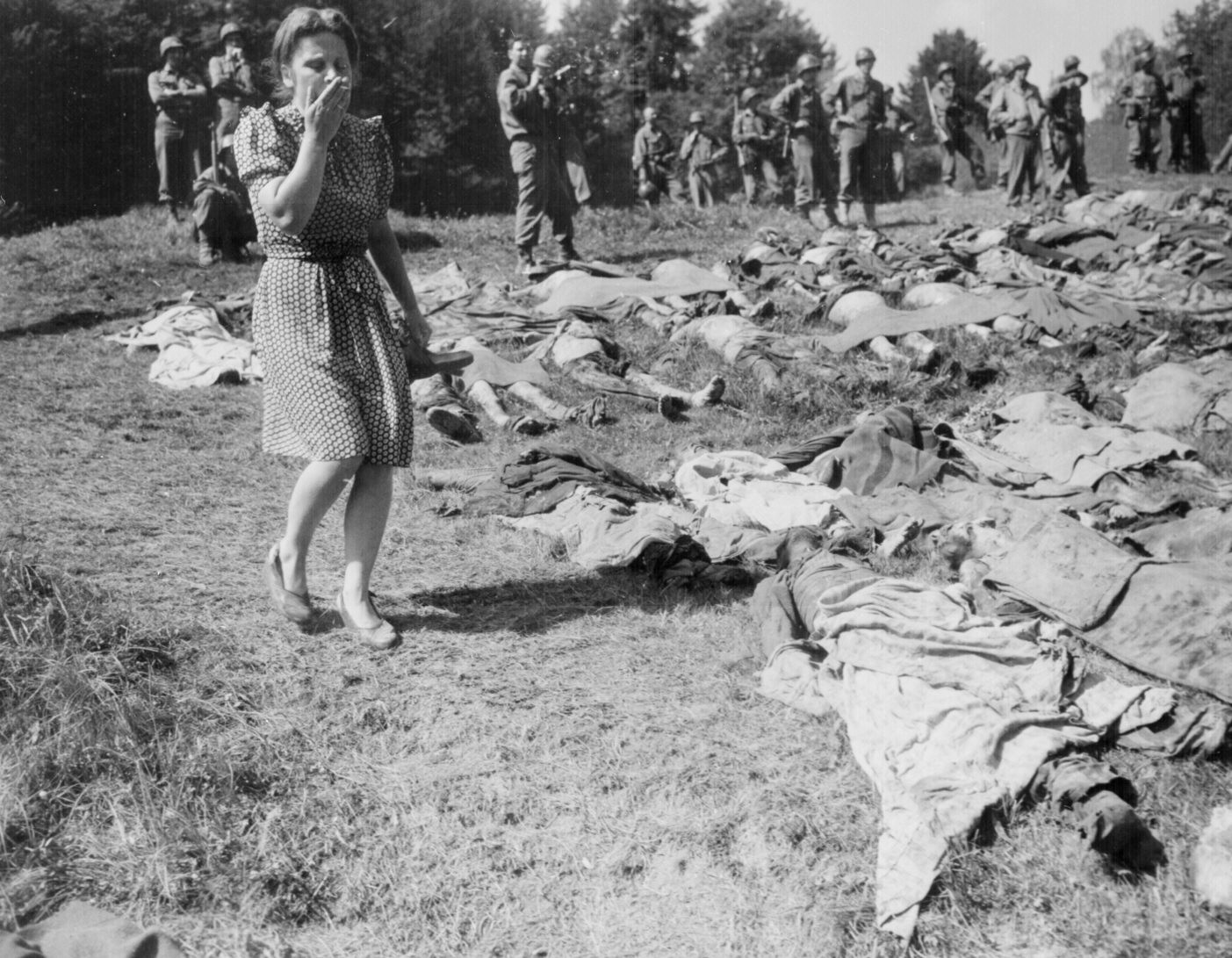
Das Massengrab auf der Totenwiese bei Nammering wurde auf Befehl der Amerikaner aufgelöst, die ortsansässige Bevölkerung musste der Exhumierung beiwohnen, bzw. selbst mit Hand anlegen.

Am 7. April 1945 wurde im KZ Buchenwald ein Gefangenentransport unter dem Befehl von SS-Obersturmführer Hans Merbach mit 5009 Häftlingen in Bewegung gesetzt. Aufgrund fortgeschrittener Kriegshandlungen musste der Zug umgeleitet werden. Beim Ort Nammering (Gemeinde Fürstenstein, Landkreis Passau) war eine gepanzerte Lokomotive die Böschung hinuntergestürzt, das Gleis war beschädigt und so konnte der Transport mehrere Tage lang nicht weiterfahren. Hunger und Grausamkeit bestimmten die fünf Tage zwischen dem 18. und dem 23. April 1945. 794 Häftlinge starben in diesen Tagen. Sie verhungerten, wurden erschlagen oder erschossen. Ohne die Hilfe des zuständigen Pfarrers Johann Bergmann, der Lebensmittelspenden trotz Bedrohungen organisierte, wären es noch mehr gewesen. Merbach ordnete ein Massengrab in einer nahen Schlucht (dem Renholdinger Steinbruch) an. In der Nacht vom 27. auf den 28. April traf der Eisenbahntransport im Konzentrationslager Dachau ein.
Die Bahnstrecke bei Nammering, auf der sich diese Ereignisse zutrugen, ist heute ein Radweg. Das Mahnmal KZ-Transport 1945 erinnert hier an das Geschehen.

### Neuss
Anfang Mai 1945: Der Neusser Bürger Heinrich Glasmacher, Maat auf dem Minensucher M 612, wurde mit zehn weiteren jungen Matrosen in Sønderborg/Dänemark auf Anweisung der Marineleitung erschossen. Unter Führung von Glasmacher hatten die Matrosen das Auslaufen des Schiffes verhindert, um den Kampf nicht weiter fortzusetzen.

### Nierstein (Kornsandverbrechen)
21. März 1945: Auf dem Nierstein gegenüberliegenden Rheinufer, dem Kornsand, wurden Georg Eberhardt, Cerry Eller, Johann Eller, Nikolaus Lerch, Jakob Schuch (alle Nierstein) und Rudolf Gruber (Oppenheim) von Wehrmachts- und NSDAP-Personal ermordet, das aus Nierstein vor den anrückenden amerikanischen Truppen auf die andere Rheinseite geflüchtet war. Vor der Hinrichtung wurden mehrere Opfer grausam misshandelt. Die Opfer wurden erschossen, als die amerikanischen Panzer die Weinberge von Nierstein und Oppenheim zum Rhein hinunterrollten.

### Ohrdruf

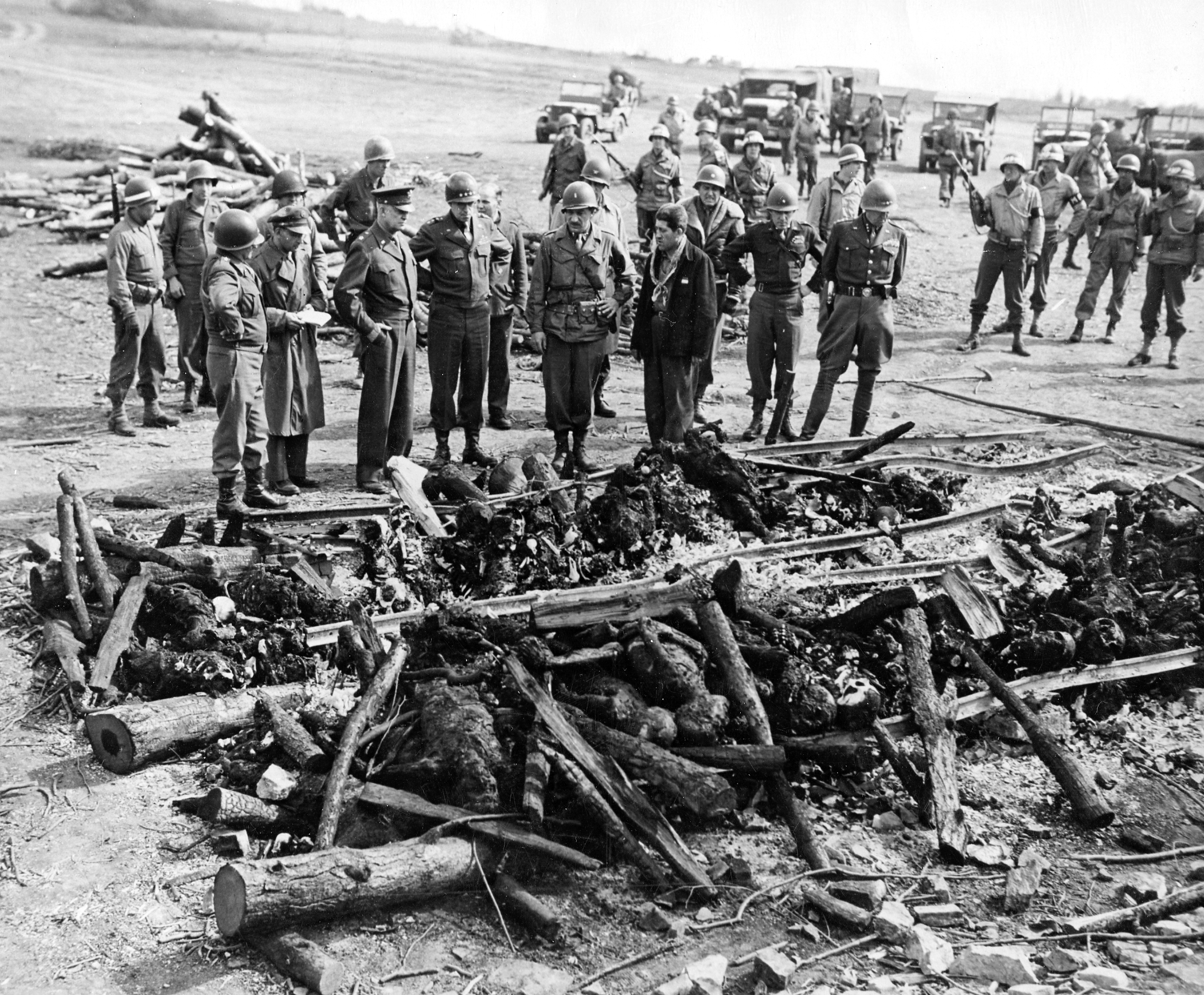
Inspektion eines Leichenberges im Lager Ohrdruf durch U.S. Generäle, 12. April 1945

30. Januar 1945: Eintausend Zwangsarbeiter wurden nach Bergen-Belsen transportiert, unzählige starben bei der Räumung des Außenkommandos Ohrdruf S III vom KZ Buchenwald. Die Zwangsarbeiter hatten seit November 1944 ein unterirdisches Hauptquartier für Adolf Hitler gebaut. Die Spuren der Gräueltaten versuchte man durch gezielte Brände zu beseitigen.

### Oschatz
In der Nacht zum 1. Mai 1945 wurden im Dorf Ganzig nahe Oschatz zehn polnische und ukrainische Zwangsarbeiter von einer Wehrmachtseinheit erschossen.

### Osterholz-Scharmbeck
Am 28. April 1945 wurde der 17-jährige fahnenflüchtige Soldat Kurt Albrecht in Osterholz-Scharmbeck standrechtlich erschossen.

### Palmnicken in Ostpreußen
31. Januar 1945: Ermordung mehrerer Tausend weiblicher KZ-Gefangener an der Bernsteinküste in Palmnicken durch ihre Wärter. Nachdem der erste Plan, die Frauen lebendig in einen Stollen einzugraben, an örtlichem Widerstand gescheitert war, jagte die SS die Gefangenen Ende Januar 1945 auf das brüchige Ostsee-Eis und erschoss sie dort. Es gab sehr wenige (ca. 15) Überlebende und keine Sühne für die Täter. Das Verbrechen wurde nach 1994 öffentlich bekannt, Zeitzeugen hatten bis dahin geschwiegen.

### Penzberg

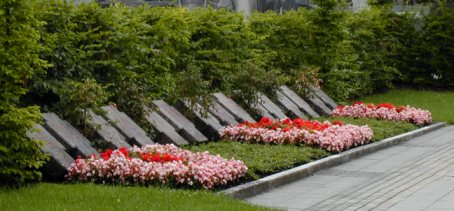
Ehrengräber der Opfer der Penzberger Mordnacht

28./29. April 1945: Angesichts der bevorstehenden Verwüstung der oberbayerischen Bergwerksstadt Penzberg übernahmen Kommunisten und Sozialdemokraten im Zusammenhang mit der Freiheitsaktion Bayern (FAB) weitgehend gewaltlos die Verwaltung, um die Stadt kampflos zu übergeben. Wehrmacht, SS und „Werwölfe“ unter dem Kommando Hans Zöberleins gingen gegen die Anhänger der FAB vor und ermordeten 16 Bürger. Das Verbrechen wurde als Penzberger Mordnacht bekannt.

### Plettenberg
Anfang März 1945: Zwei Arbeiter aus Plettenberg wurden verhaftet, nach Dortmund gebracht und dort exekutiert.

### Randegg
Beim Ort Randegg im damaligen Reichsgau Niederdonau, heute Niederösterreich kam es am 15. April 1945 zur Ermordung von rund 100 jüdischen Zwangsarbeitern durch Mitglieder der SS und der Hitlerjugend.

### Ratingen
6. April 1945: Elf Personen wurden im Kalkumer Wald bei Ratingen von Düsseldorfer Gestapobeamten erschossen. Die Opfer, zehn Männer und eine Frau, stammten – soweit bekannt – aus der Sowjetunion und den Niederlanden. Sechs Opfer sind namentlich bekannt. Bei ihnen handelte es sich um Zwangsarbeiter. Kriminalkommissar Victor Harnischfeger war der Exekutionsleiter. Harnischfeger wurde 1947 vom britischen Militärgerichtshof Hamburg zunächst freigesprochen, 1948 wegen anderer Morde zum Tode verurteilt, auf lebenslänglich begnadigt und 1952 amnestiert; später wurde er leitender Kriminalkommissar in einer deutschen Großstadt.

### Rechnitz
24./25. März 1945: Beim Massaker von Rechnitz im österreichischen Burgenland wurden ungefähr 180 ungarisch-jüdische Zwangsarbeiter von Teilnehmern eines von Margit von Batthyány, Tochter Heinrich Thyssens, und ihrem Mann Graf Ivan von Batthyány abgehaltenen Schlossfestes erschossen.

### Regensburg
Am 21. April 1945 starb Johann Igl im Gefängnis „Augustenburg“ durch den Strang.
Am 22. April 1945 forderte Gauleiter (Gau Bayreuth) und Reichsverteidigungskommissar Ludwig Ruckdeschel in einer fanatischen Rede bzw. Rundfunkansprache im Regensburger Velodrom die Verteidigung der Stadt bis zum letzten Stein. Regensburg war 1944 zur „Festung“ erklärt worden. Als amerikanische Truppen anrückten, wollte Domprediger Johann Maier der Stadt und den Bewohnern einen aussichtslosen Kampf mit vielen Toten ersparen. Daher erbat er am 23. April 1945 auf einer Kundgebung die kampflose Übergabe Regensburgs an die Amerikaner. Maier wurde sofort verhaftet und noch am gleichen Abend in einem Scheinverfahren, als Standgericht bezeichnet, wegen angeblicher Wehrkraftzersetzung zum Tode durch den Strang verurteilt.
Am folgenden Tag wurde er zusammen mit dem Regensburger Bürger Josef Zirkl auf dem Moltkeplatz (heute Dachauplatz) öffentlich gehängt; um den Hals trug er ein Pappschild mit der Aufschrift „Ich bin ein Saboteur“. Bereits am 23. April 1945 wurde der pensionierte Gendarmeriebeamte Michael Lottner getötet. An der Hinrichtungsstelle am Dachauplatz wurde ein Mahnmal errichtet und Maiers Gebeine 2005 in den Regensburger Dom überführt. In der Nacht des 26. April verließen der Kampfkommandant der Wehrmachteinheiten und der NSDAP-Kreisleiter Wolfgang Weigert Regensburg in Richtung Süden. Am 27. April leitete Major Othmar Matzke in Absprache mit Oberbürgermeister Otto Schottenheim die kampflose Übergabe der Stadt Regensburg an die 3. US-Armee in die Wege.

### Reichersberg
Am 2. Mai 1945 erschossen zwei Volkssturmmänner in Reichersberg den Augustiner-Chorherren Rupert Haginger (* 1898) aus Mehrnbach und die Stiftswirtschafterin Theresia Lauß (* 1893) aus Vordernebelberg. Am Haus der Schwestern Lauß (Reichersberg Nr. 100, unweit des Stiftes) wehte eine weiße Fahne. Die Volkssturmmänner beriefen sich bei der Tat auf die Devise von Gauleiter Eigruber: „Wer feige kapituliert, wird standrechtlich erschossen.“

### Rinteln
5. April 1945: Friedrich-Wilhelm Ande, der sich während der Kämpfe um Rinteln beim deutschen Kampfkommandanten der Stadt für die Freilassung zweier festgesetzter amerikanischer Parlamentäre einsetzte, die von der 5th Armoured Division der US-Army zu Übergabeverhandlungen nach Rinteln gesandt worden waren, wurde von anwesenden höheren NS-Parteifunktionären und SS-Offizieren wegen „Feigheit vor dem Feind“ verhaftet und später erschossen in Garbsen in der Nähe von Hannover aufgefunden.

### Römhild
Beim Arbeitserziehungslager Römhild wurden kurz vor Kriegsende 25 bis 92 marschunfähige Häftlinge in einer Sandhöhle am Osthang des Großen Gleichbergs erschossen. Anschließend wurde der Höhleneingang gesprengt. Ende Januar 1947 wurde das Massengrab gefunden.

### Sandbostel
In den letzten Kriegswochen bis April 1945: 3000 Insassen des KZ Neuengamme wurden in das Strafgefangenen- und KZ-Auffanglager Sandbostel, nordöstlich von Bremen, gebracht und kamen dort ums Leben.

### Scheibbs (Bezirk in Niederösterreich)
Im Bezirk Scheibbs im Mostviertel in Niederösterreich fanden in mehreren Orten Endphaseverbrechen statt. In Göstling an der Ybbs wurden am 13. April 1945 76 jüdische Zwangsarbeiter durch Mitglieder der SS ermordet. In Randegg wurden beim Massaker im Schliefaugraben am 15. April 1945 100 jüdische Zwangsarbeiter durch Mitglieder der SS und der Hitlerjugend ermordet. In Gresten wurden am 19. April 1945 16 ungarisch-jüdische Zwangsarbeiter von der Waffen-SS in einem Wassergraben ermordet.

### Schwerin
Am 2. Mai 1945 wurde in Schwerin, eine Stunde vor dem Einmarsch der US-Truppen, Marianne Grunthal von SS-Männern auf dem Bahnhofsvorplatz gehängt. Sie hatte sich positiv über Hitlers Tod und den nahenden Frieden geäußert. Im Stadtteil Zippendorf erschossen SS-Einheiten bereits befreite KZ-Häftlinge eines Todesmarsches, der zuvor an der Stadtgrenze (Raben Steinfeld) geendet war.

### Schwetig
31. Januar 1945: Die Häftlinge des Gestapo-Arbeitserziehungslagers Oderblick wurden mit dem Ziel KZ Sachsenhausen deportiert und auf einen Transport, das heißt einen Todesmarsch geschickt. Etwa 70 kranke Häftlinge wurden in die Krankenbaracke eingeschlossen und verbrannt. Danach wurden auch alle anderen Baracken niedergebrannt.

### Siegen-Wittgenstein
- Am 3. April 1945 wurde in Klafeld Ignatz Bruck wegen Hissens einer weißen Fahne von Volkssturmangehörigen festgenommen, misshandelt und öffentlich erschossen, nachdem die Täter zunächst erfolglos versucht hatten, ihn zu erhängen.
- Im April 1945 wurden in Eiserfeld drei Zwangsarbeiter, die angeblich versuchten, zu den herannahenden US-Truppen überzulaufen, durch Genickschuss hingerichtet. Weitere Tötungen von Zwangsarbeitskräften in der Endphase sind überliefert aus Aue, dem Raum Berleburg, aus Erndtebrück, Feudingen, Netphen, Niederschelden, Siegen, Steinbach, Weidenau, Womelsdorf. Täter waren Angehörige der Gestapo, der SS und der Wehrmacht.[71]

### Sonnenburg

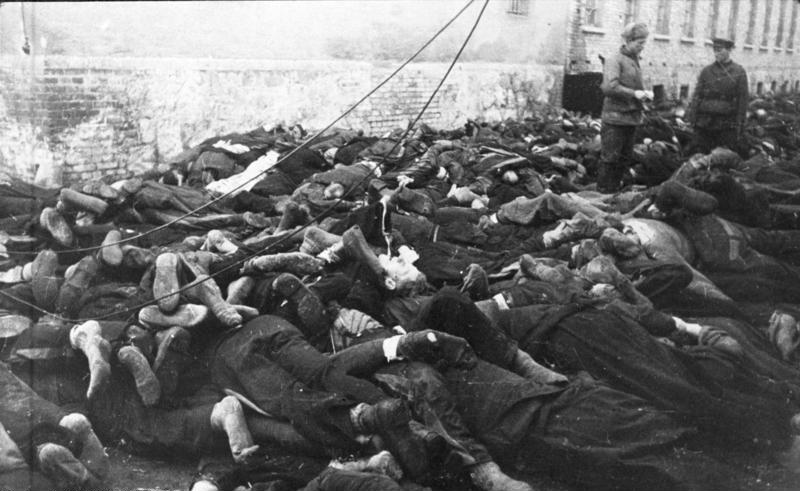
Sowjetische Soldaten zwischen ermordeten Häftlingen, Zuchthaus Sonnenburg, 1945

31. Januar 1945: Mehr als 810 Häftlinge des Zuchthauses Sonnenburg wurden ermordet.

### Sprockhövel
Im Waldgebiet Hilgenpütt an der Stadtgrenze zu Wuppertal wurden zwei Tage vor Einmarsch der Amerikaner in einem heute zugeschütteten Steinbruch zwei bislang unbekannte fahnenflüchtige deutsche Soldaten von der Feldgendarmerie erschossen und liegengelassen.

### St. Oswald in Freiland
Auf dem Gelände des Arbeitsdienst-Lagers in St. Oswald wurden am 1. April 1945 fünf gefangengenommene Partisanen auf Geheiß des Kreisleiters von Deutschlandsberg, Hugo Suette, nach einem Verhör erschossen, einer von ihnen war vorher noch trotz schwerer Verletzungen hilflos liegengelassen worden. Die Tat wurde im Grazer Partisanenmordprozess behandelt.

### St. Pölten
Am 13. April 1945 wurden knapp zwei Tage vor Einmarsch der Roten Armee 13 Mitglieder der Widerstandsgruppe Kirchl-Trauttmansdorff in einem Standgerichtverfahren zum Tode verurteilt und noch am selben Tag erschossen. Die Mitglieder des Standgerichts wurden in einem Nachkriegsprozess verurteilt.

### Stukenbrock
31. März 1945 (Ostermontag): Das Stammlager VI K (326) wurde von den Deutschen geräumt. Vorher wurden Teile der Lagerbelegschaft nach Osten verlegt.

### Surberg
3. Mai 1945: Nahe der Ortschaft Surberg bei Traunstein im Chiemgau wurden 61 meist jüdische Häftlinge, die sich auf einem Todesmarsch befanden, kurz vor der Befreiung der Region durch amerikanische Truppen von der SS ermordet.

### Treuenbrietzen
23. April 1945: 131 italienische Militärinternierte, die als Zwangsarbeiter in einer Munitionsfabrik in Treuenbrietzen arbeiten mussten, wurden von Wehrmachtsangehörigen in ein nahegelegenes Waldstück getrieben, wo sie bis auf vier Überlebende erschossen wurden.

### Warstein, Langenbachtal, Eversberg (Arnsberger Wald)
20.–22. März 1945: 57 ausländische Zwangsarbeiter aus dem Lager in Warstein wurden auf Befehl des SS-Generals Hans Kammler am 20. März erschossen. Am nächsten Tag wurden 71 Arbeiter aus dem Lager Sauerlandhalle geholt und erschossen. Am 22. März wurden 80 Ausländer aus demselben Lager abgeholt und bei Eversberg ermordet. Anschließend wurde die Sauerlandhalle von der SS angezündet. Französischen Arbeitern gelang es jedoch, tausende eingeschlossene Russen aus der Halle zu befreien. Kammler hatte nach einer Reise nach Berlin verkündet: „Das Fremdarbeiterproblem wurde für die deutsche Bevölkerung existenzbedrohend. Wir müssen jetzt Vergeltung üben. Wir müssen die Zahl der Fremdarbeiter dezimieren.“

### Wedel
Frühjahr 1945: Zehn Männer aus dem niederländischen Putten kamen im Außenlager Wedel des KZ Neuengamme ums Leben. Am 2. Oktober 1944 hatten SS und Wehrmacht in Putten eine „Vergeltungsaktion“ durchgeführt: 661 Männer wurden aus dem zuvor zerstörten Dorf bei Amersfoort entführt, nur 49 überlebten die Deportation, alle anderen wurden in Deutschland ermordet, darunter viele im KZ Neuengamme.

### Weimar
5. April 1945: Gestapobeamte brachten 149 Insassen des Polizeigefängnisses in Weimar um. Unter dem Kommando von Oberregierungsrat und SS-Obersturmbannführer Hans-Helmut Wolff betrieb die Gestapo die „planmäßige“ Auflösung der Dienststelle Weimar. Kriminalkommissar und SS-Obersturmführer Felix Ritter exekutierte zusammen mit zehn weiteren Beamten die Gefangenen, darunter sieben Frauen, und verscharrte sie notdürftig in Bombentrichtern. Danach begab sich die Weimarer Gestapo auf den „geordneten Rückzug“ nach Böhmen. Unterwegs erschossen sie noch weitere 13 Menschen, Militär- und Zivilpersonen, geflohene Zwangsarbeiter und Häftlinge. Bei der Exhumierung der Toten konnten im Juli 1945 43 Personen namentlich identifiziert werden. Die Opfer wurden im Juli 1945 eingeäschert und im August 1946 in einem Grabfeld auf dem Weimarer Hauptfriedhof beigesetzt. Der Gedenkstein wurde am 3. August 1963 im Webicht eingeweiht, später versetzte man ihn an die Tiefurter Allee nahe dem Ortseingangsschild Tiefurt.
5. April 1945: Einen Tag nach der Kapitulation Gothas wurde Josef Ritter von Gadolla in der Weimarer Mackensen-Kaserne wegen der „Aufgabe des festen Platzes Gotha“ zum Tode verurteilt und standrechtlich erschossen. Als seine letzten Worte sind überliefert: „Damit Gotha leben kann, muss ich sterben!“ Mit dem Todesurteil wurde von Gadolla ein Opfer der NS-Militärjustiz. Das Urteil wurde 1997 aufgehoben und er damit rehabilitiert.

### Weissenbach an der Triesting
Im Ort Weissenbach an der Triesting im damaligen Reichsgau Niederdonau, heute Niederösterreich, kam es zur Ermordung von 40 ungarisch-jüdischen Zwangsarbeitern am 16. April 1945.

### Wenzelnbergschlucht in Langenfeld
13. April 1945: 71 Gefangene wurden drei Tage vor dem Einmarsch der Alliierten auf Befehl von SS-Obergruppenführer Karl Gutenberger und Generalfeldmarschall Walter Model, unterstützt vom Wuppertaler Gestapochef Josef Hufenstruhl, in der Wenzelnbergschlucht in den Sandbergen im zu Langenfeld (Rheinland) gehörenden Wiescheid an der Stadtgrenze zu Solingen umgebracht. Die Täter waren ein Kommando aus Solinger und Wuppertaler Gestapoleuten und Kripobeamten. 60 Ermordete kamen aus dem Zuchthaus Remscheid-Lüttringhausen. (Direktor Karl Engelhardt versuchte, entgegen den Anweisungen eine möglichst geringe Zahl von Menschen zu benennen. Aus eigenen Antrieb wählte er statt politischer Gefangene ersatzweise mehrheitlich unpolitische schwere Straftäter aus und gab sie gegenüber der Gestapo als politische Gefangene aus, vier aus dem Gefängnis Wuppertal-Bendahl, vier Zwangsarbeiter aus dem Polizeigefängnis Ronsdorf, drei waren Unbekannte).

### Wien
5. April 1945: In Wien wurden die beiden Chemiker Kurt Horeischy und Hans Vollmar erschossen, als sie die von Professor Jörn Lange angeordnete Zerstörung eines Elektronenmikroskops zu verhindern versuchten.
12. April 1945: Wenige Stunden vor dem Eintreffen der Roten Armee, wurden in der Förstergasse in Wien-Leopoldstadt neun Juden von SS-Angehörigen in einem Keller aufgespürt und erschossen.

### Wuppertal
Ende Februar/Anfang März 1945: Auf dem Burggrafenberg im Staatsforst Burgholz auf einer Lichtung nahe dem Schießstand der Wuppertaler Polizei wurden unter Beihilfe der Wuppertaler Kriminalpolizei sechs Frauen und 24 Männer von der Gestapo erschossen. Es handelte sich um Zwangsarbeiter aus der Sowjetunion. Die Namen der Erschossenen blieben unbekannt, mit Ausnahme von Helena Matrosova, einer ukrainischen Lehrerin.

## Filme
Der Fernsehfilm Todeszug in die Freiheit von 2017 zeigt zeitgenössische Aufnahmen eines solchen Zuges kurz vor dem Kriegsende in Europa.
Ende April/Anfang Mai 1945 sollte ein Bahntransport Insassen des Konzentrations-Außenlager Leitmeritz des KZ Flossenbürg ins Konzentrationslager Mauthausen bringen. Der Transport in offenen Güterwagen ohne Versorgung mit Lebensmitteln wurde von Angehörigen der SS und der Wehrmacht bewacht. Durch die bedingungslose Kapitulation der deutschen Wehrmacht erreichte der Zug sein Ziel nicht mehr. Die meisten der etwa 4000 KZ-Häftlinge überlebten.
Andrea Mocellin und Thomas Muggenthaler wurden für ihre Arbeit an dem Film mit dem Deutsch-Tschechischen Journalistenpreis ausgezeichnet und für den Grimme-Preis nominiert.
Der Dokumentarfilm Totschweigen von Margareta Heinrich und Eduard Erne handelt vom Massaker an 180 jüdischen Zwangsarbeitern in Rechnitz.
Die Filmbiografie Der Hauptmann von Robert Schwentke handelt von den Gräueltaten des Kriegsverbrechers Willi Herold in der Endphase des Zweiten Weltkriegs.